# Цаханцкаро
Цаханцкаро (груз. წახნისწყარო) — село в Грузії.
За даними перепису населення 2014 року в селі проживає 41 особа.